# حالات الاعتداء الجنسي الكاثوليكية
حالات الاعتداء الجنسي الكاثوليكية هي سلسلة من الدعاوى القضائية، والملاحقات الجنائية والفضائح المتصلة بالاعتداءات الجنسية التي ارتكبها كهنة كاثوليك وأعضاء في النظام الديني من الرهبان، وكلاهما تحت السيطرة الأبرشية والأوامر تصدر منهم لهذه المؤسسات برعاية المرضى أو تعليم الأطفال
بدأ اهتمام الرأي العام بهذا الموضوع وعلى نطاق واسع في العقدين الأخيرين من القرن العشرين.
على الرغم من الوعي الذي انتشر وعلى نطاق مدى واسع النطاق لهذه التجاوزات، كانت أول الدول المهتمة بهذه الانتهاكات الخطيرة وتلقى الموضوع اهتماما واسعا في وسائل الإعلام هي كندا وأيرلندا والولايات المتحدة، وبدأت بعدها حالات أخرى يتم التبيلغ عنها بلدًا بعد اخر وحصلت الانتهاكات حتى في قارات مختلفة وفي بلدان عديدة.
ما وراء الانتهاكات الفعلية، إن الكثير من الفضائح تركزت حول تصرفات بعض الأفراد من رجال الدين الكاثوليك الذين لم يتم الإبلاغ عن الجرائم الجنسية التي ارتكبوها إلى السلطات القانونية، في حين على العكس من ذلك فقد تم التستر عليهم ونقل الجناة إلى أماكن أخرى، في خطوة من شأنها التغطية على الفضائح وضمان عدم وصولها للسلطات القضائية وبالتالي الإعلام، في حين أن ذلك تركهم على اتصال مع الأطفال، وبالتالي إتاحة الفرصة لهم لمواصلة الاعتداء الجنسي على هؤلاء الأطفال.
و في استجابة لهذه الفضائح بعض الأساقفة والأطباء النفسيين ادعوا أن علم النفس الحديث يشير إلى أنه من الممكن في بعض الأحيان إلى أن يتم الشفاء من مثل هذا سلوك من خلال تقديم المشورة.

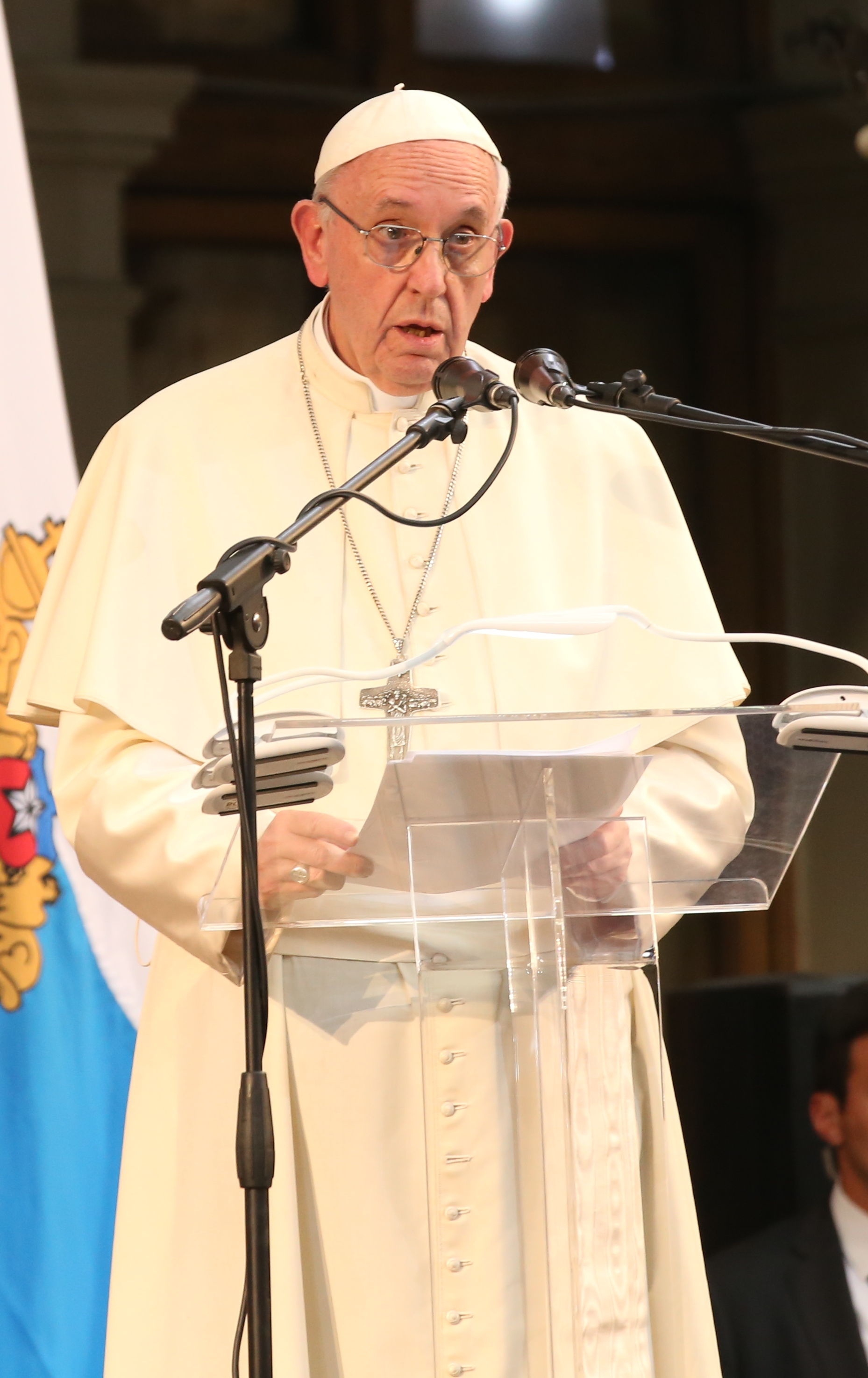
البابا فرنسيس يلقي خطابًا في الجامعة البابوية الكاثوليكية في تشيلي (2018). عانت الكنيسة الكاثوليكية في تشيلي في عام 2018 واحدة من أسوأ حالات الاعتداء الجنسي الكاثوليكي على مستوى العالم، بما في ذلك قضية فرناندو كاراديما، مما أدى إلى العديد من الإدانات والاستقالات.

على ألرغم من أن الفضائح الجنسية والاعتداءات على الأطفال وألقصر حدثت في كثير من ألكنائس لكن وقعها كان ألأكبر على الكنيسة الكاثوليكية فقد كانت الأكثر تضررا من الفضائح التي تنطوي على البالغين من العاملين فيها الذين يمارسون الجنس مع الأطفال. في الولايات المتحدة على سبيل ألمثال، دفعت الكنائس أكثر من 2 مليار دولار على سبيل تعويض مادي للضحايا.
أما في أيرلندا مثلا، فقد هزت تقارير إلى الاعتداءات الجنسية رجال الدين الكاثوليك في أعلى قمة التسلسل الهرمي والدولة على حد سواء مما أدى لاحقا إلى استقالة الحكومة.
كما قد كشفت دراسة حكومية دامت لمدة تسع سنوات، تقرير ريان، الذي نشر في مايو عام 2009، كشفت عن أن عمليات الضرب والإهانة من قبل الراهبات والقساوسة أو الكهنة كانت حالة عامة في المؤسسات التي كانت ترعى ما يصل إلى 30000 طفل.
وكشف التحقيق أن القساوسة الكاثوليك والراهبات وعلى مدى عقود قاموا ب «ترويع الآلاف من الفتيان والفتيات، في حين أن مفتشي الحكومة فشلوا في وقف مثل هذه الانتهاكات».

## نطاق وطبيعة

### بلوغ الفضائح الجنسية حد العالمية
كانت الشرارات ألأولى التي أشعلت فتيل فضائح الاعتداء الجنسي على الأطفال في الكنائس هي في أيرلندا والولايات المتحدة الأمريكية عل ألرغم من أن ادعاءات حالات الاعتداء الجنسي الكاثوليكية من قبل رجال الدين ترددت في كثير من البلدان (انظر حالات الاعتداء الجنسي الرومانية الكاثوليكية حسب البلد) بعد الولايات المتحدة (من حيث عدد الحالات)، البلد الثاني من حيث عدد حالات الاعتداء الجنسي المكتشفة هو أيرلندا. وإضافة إلى كثير من البلدان التي شهدت حالات اعتداءات جنسية كثيرة مماثلة أيضا كشف الكثير منها في أستراليا ونيوزيلندا وكندا، وبلدان في أوروبا وأمريكا اللاتينية وآسيا.
وفي عام 2001، برزت قضايا رئيسية في الولايات المتحدة وأيرلندا أيضا، والتي تزعم أن بعض الكهنة قد اعتدى جنسيا على أطفال قصر وأن رؤساءهم قد تآمروا لإخفاء جرائمهم خوفا من الفضيحة التي قد تمس الكنائس والتحريض على خلاف ذلك من سوء السلوك الإجرامي. وفي عام 2004، في تقرير جون جاي جدول هذا التقرير مجموعة من 4392 من القساوسة والكهنة والشمامسة في الولايات المتحدة من الذين ظهرت ضدهم مزاعم الاعتداء الجنسي.
وعلى الرغم من الفضائح في الولايات المتحدة وأيرلندا تكشفت خلال ما يقرب من نفس الفترة الزمنية، لكن هناك بعض الاختلافات بينهما. في الولايات المتحدة مثلا، كان معظم المعتدين من كهنة الرعية ويقعون تحت السيطرة الأبرشية.
في حين كان هناك أيضا عدد كبير من الحالات التي تنطوي على اعتداءات على أطفال من قبل كهنة الرعية في أيرلندا، ولكن كانت آخر الفضائح الكبرى معنية بالاعتداءات الجنسية التي يرتكبها أعضاء الجماعات الدينية الذين يعملون في المؤسسات التي تديرها الكنيسة الكاثوليكية مثل دور الأيتام ومدارس الإصلاح.
وفي الولايات المتحدة أيضا، كانت الاعتداءات معظمها جنسية في المقام الأول وكان ضحايا العتداءات الجنسية معظمهم من الفتيان الذين تتراوح أعمارهم بين 11 و17 عاما؛ أما في أيرلندا، فكانت الاعتداءات تنقسم إلى نوعين اعتداءات الإيذاء البدني واعتداءات الإيذاء الجنسي، وكانت الضحايا من الأطفال من كلا الجنسين (ذكورا وأناثا)، وعلى الرغم من ذلك لكن الغالبية العظمى كانوا من الذكور.
وفي بيان قرأه رئيس الأساقفة سيلفانو توماسي في أيلول/سبتمبر 2009، ذكر الكرسي الرسولي أن «ونحن نعلم الآن أنه في السنوات ال 50 الماضية في مكان ما بين 1.5 ٪ و5 ٪ من رجال الدين الكاثوليك شاركوا في حالات الاعتداء الجنسي»، مضيفا ان هذا الرقم مماثل بالمقارنة مع الجماعات والطوائف الأخرى.
بالإضافة إلى ذلك، ووفقا لمجلة نيوزويك، فإن الرقم في الكنيسة الكاثوليكية هو مماثلة لتلك الأرقام مقارنة ببقية السكان البالغين. وفي المقابل وفقا لمجلة ذا إيكونومست أشارت إلى أن 45 من القساوسة والكهنة من مجموع 850 في مالطا أتهموا بالاعتداءات الجنسية ووصفت المشكلة على أنها مشكلة «واسعة النطاق على نحو مخيف».

### الولايات المتحدة
تم تكليف المؤتمر الأميركي للأساقفة الكاثوليك المعرف اختصارا ب (USCCB) في عام 2004 لاصدار تقرير جون جاي واستنادا إلى الدراسات الاستقصائية التي تم أنجازها في الأبرشيات الكاثوليكية في الولايات المتحدة. أستخرجت الدراسات الاستقصائية معلومات من الملفات الموجودة عن كل كاهن في الأبرشيات متهم بالاعتداء الجنسي على ألأطفال والتقتيش عن كل من ضحايا الكهنة، في الشكل الذي لم يكشف عن أسماء المتهمين أو كهنة الابرشيات التي يعملون فيها.
كما وشجعت الابرشيات لإصدار التقارير الخاصة بها استنادا إلى الدراسات الاستقصائية التي أنجزت فيها.
وأفاد الفريق أنه 10667 شخص في الولايات المتحدة أدعوا أنهم ضحية الاعتداءات الحنسية شملهم ألتحقيق في مزاعم الاعتداءت الجنسية على الأطفال بين عامي 1950 و2002 موجهة ضد 4392 من الكهنة (وهذا العدد يمثل حوالي 4 ٪ من المجموع الكلي 109694 للكهنة الذين عملوا خلال الفترة الزمنية التي تغطيها الدراسة). وحدثت ثلث هذه الاتهامات بين الأعوام 2002 و2003، وثلث آخر بين عامي 1993 و2001. وهكذا، وقبل عام 1993، إلا أن ثلث الحالات فقط كانت معروفة لمسؤولي الكنيسة"، كما يقول التقرير.
من مجموع ادعاءات بلغ حوالي 11,000 ونيف، جرى التحقيق في 6700 حالة ودعمت بالأدلة الدامغة وتم إثباتها ضد 1872 من الكهنة أو القساوسة، وفي 1000 حالة أخرى كانت غير مدعمة بالأدلة ولم تثبت موجهة ضد 824 من الكهنة أو القساوسة. الحالات المتبقية 3300 حالة لم يتم التحقيق في الادعاءات بالاعتداءات الجنسية لأن الكهنة أو القساوسة المتهمين كانوا قد ماتوا بحلول الوقت الذي قدمت هذه الادعاءات والاتهامات اليهم.
ويعتقد أن هذه الادعاءات كانت ذات مصداقية ل1671 من الكهنة أو القساوسة وكانت ليس موثوقا بها ل345 حالة من المتهمين الكهنة.ولحوالي 1021 من الحالات تم الاتصال بالشرطة بشأن هؤلاء الكهنة أو القساوسة. وقد أدت هذه التقارير كلها تقريبا إلى تحقيقات، وأدت 384 من ألحالات إلى توجيه اتهامات جنائية. للكهنة الموجودة معلومات عنهم، فقد أدين 252 منهم وحوالي 100 على الاقل من هؤلاء خدم فترة في السجن. ونسبة 6 ٪ من جميع الكهنة التي ظهرت اتهامات ضدهم كانوا قد أدينوا وحوالي 2 ٪ حكم عليه بالسجن في تاريخ التقرير.
وكان من مجموع 4392 من الكهنة أو القساوسة أو بنسبة 56 ٪ منهم قد ذكروا في التقرير معرضين لاتهام واحد فقط. وما يقل قليلا عن 3 ٪ (أو 149 من الكهنة) كانوا معرضين لعشرة أو أكثر من هذه الاتهامات بالاعتداءات الجنسية. ويمثل هذا الرقم الكهنة عن 2960 من مجموع عدد من الادعاءات. وحوالي 81 ٪ من الضحايا كانوا من الذكور و51 ٪ ممن تتراوح أعمارهم بين 11 و14 عاما، و27 ٪ بين الذين تتراوح أعمارهم من 15-17 عاما.
واستنادا إلى إحصائيات قاعدة بيانات من 3000 القساوسة المتهمين بارتكاب الاعتداء الجنسي التي جمعت لها، قالت جماعة BishopAccountability.org في عام 2009 أن ثلث الكهنة المسيئن في الولايات المتحدة لهم صلات بأيرلندا معتمدا على قاعدة البيانات هذه والتي يشير إلى أن ألبعض منهم على أنهم إما ولدوا في أيرلندا أو ينحدرون من أصول أيرلندية والذين جاءوا إلى الولايات المتحدة "لكنها لم تحدد وصلات" لايرلندا "

### فرنسا
في 3 تشرين الأول (أكتوبر) 2021، نشرت لجنة مستقلة (أنشأها مؤتمر الأساقفة الفرنسيين) تقريرًا يفيد بوجود حوالي 3000 مشتهي للأطفال بين صفوف رجال الدين الكاثوليك في فرنسا منذ الخمسينيات. ويقدر التقرير بين أكثر من 115 ألف كاهن وزعيم ديني. وفقًا للتقرير، تعرض ما يقدر بنحو 216000 طفل للإساءة من قبل قساوسة كاثوليكيين بين عامي 1950 و 2020، بينما قدر أعضاء آخرون في الكنيسة الكاثوليكية العدد الإجمالي بنحو 330 ألف طفل. حوالي 80٪ من الضحايا كانوا من الذكور

### أيرلندا

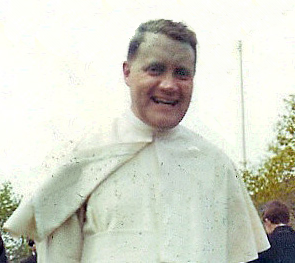
ألقس برندان سميث الكاهن الكاثوليكي الذي أصبح سيئ السمعة بسبب استغلاله الأطفال جنسيا وعلى مدى 40 عاما وشملت أكثر من 100 طفلا في بلفاست ودبلن والولايات المتحدة قضيته أسفرت عن سقوط حكومة أيرلندا في ديسمبر كانون الأول عام 1994.

واجه البابا بندكتوس السادس عشر موجة من الانتقادات الللاذعة بسبب اتهام للكنيسة بانها تسترت على الاعتداءات خوفا من الفضيحة وذكرت صحيفة نيويورك تايمز نقلا عن مصادر ووثائق حصلوا عليها من الكنيسة أن أحد القساوسة قام بالاعتداء الجنسي على حوالي 200 من الأطفال المصابين بمرض الصمم. وقد قامت قبل مدة من هذا الزمن جماعات الدفاع عن ضحايا هذه الاعتداءات بتوجيه انتقادات أيضا لرسالة البابا التي قدمها للضحايا بالاعتذار عن هذه الاعتداءات الجنسية. وقد أشار البابا في هذه الرسالة إلى عقود من الزمان من الاعتدءات الجنسية التي قام بها رجال دين وقساوسة في أيرلندا ودول أخرى
و قد تضمنت الرسالة أيضا
و من الجدير بالذكر أنها أول رسالة علنية من نوعها يرسلها البابا
و قد تضمنت الرسالة اعتذار البابا وقد قال فيها بالنص:
«لقد عانيتم كثيرا وأنا آسف حقا»
كما اعتبر رئيس الكنيسة الكاثوليكية في ألمانيا أن الرسالة تخص أيضا الكنيسة الكاثوليكية في ألمانيا أيضا وهي تمثل تحذير لهذه الكنيسة أيضا.

### وثائقي ألبي بي سي في عام 2006
تم إنتاج فيلم وثائقي بعنوان جرائم الجنس والفاتيكان في عام 2006، تم إنتاج الوثائقي من قبل ضحايا الاستغلال الجنسي من قبل رجال الدين الكاثوليك وانتج بواسطة هيئة الإذاعة البريطانية في عام 2006، تضمن الفيلم الوثائقي الادعاءات الواردة والموجهة ضد الكنيسة الكاثوليكية والفاتيكان بأن جميع مزاعم الاعتداءات الجنسية تم إرسالها إلى الفاتيكان بدلا من السلطات المدنية المختصة بهكذا حالات من الاعتداءات الجنسية أو الشرطة، وأن الفاتيكان أصدرت مرسوما كنيسا وبمنتهى ألسرية تم تسميته وتدعى بالاتينية (باللاتينية: Crimen sollicitationis) وتعني جريمة التحريض أو ألاغواء يفرض على ألطفل ألضحية وبحلف يمين سري، وعلى الكاهن المتعامل مع هذه المزاعم، وكذلك على ألشهود ألعيان ان وجدوا ويقوم جميعهم بأداء ألقسم أو أليمين ألسرية هذه قبل ألتعامل مع هذه ألقضايا.
وأن ألعقوبة على كسر هذا القسم شديدة وتعني ألنفي الفوري من الكنيسة الكاثوليكية—الطرد.
اقتبس ألوثائقي عبارة من تقرير فرنس لعام 2005 يقول فيه التقرير:
«إن ثقافة السرية والخوف من ألفضيحة هي التي أدت بالأساقفة إلى وضع مصالح الكنيسة الكاثوليكية قبل سلامة الأطفال».
أما المحامي الكنسي توماس دويل، والذي أدرج في الفيلم الوثائقي من أجل دعم الصورة التي كانت قد قدمت في ألوثائقي، وكتب في وقت لاحق فيما يتعلق بجريمة التحريض أو ألاغواء (باللاتينية: Crimen sollicitationis) عام 1962 ورسالة على الجرائم الأكثر خطورة  (باللاتينية: Crimen sollicitationis) عام 2001، وتحقيقات الكنيسة الرسمية في اتهامات الاعتداءات الجنسية قال أنه:
«لا يوجد أساس لافتراض أن الكرسي الرسولي تصور هذه العملية لتكون بديلا عن أي عملية قانونية علمانية، أو جنائية أو مدنية، وهو أيضا غير صحيح أن نفترض، كما فعل ألبعض للأسف، أن هاتين الوثيقتين من الفاتيكان هي دليل على وجود مؤامرة لاخفاء الاعتداءات الجنسية للقساوسة أو للحيلولة دون الكشف عن الجرائم الجنسية التي يرتكبها رجال الدين إلى السلطات العلمانية».
ومع ذلك، فقد قال المحامي الكنسي توماس دويل بعد ذلك بعامين في عام 2008 من المحاولات لإصلاح الكنيسة الكاثوليكية ما كانت عليه هو أنه كان مثل:
«المشي من خلال أفضل ما يمكن وصفه بأنه مستنقع من النفايات السامة».
وقال إن الكنيسة كانت ترفض تسليم المعلومات عن التحقيقات إلى السلطات المدنية حول ألتحقيقات الكنيسة الخاصة في التهم الموجهة إلى العاملين فيها.
وقد ذكر في الفيلم الوثائقي للبي بي سي، ريك روملي Rick Romley، وهو محام مقاطعة الذي بدأ تحقيقا في الابرشية الكاثوليكية في فينيكس، ذكرت أن:
«ألسرية، وألعرقلة التي رأيتها أثناء التحقيق لم يسبق لي أن واجهت مثيل لها في حياتي ألمهنية كلها باعتباره محامي مقاطعة...ومن الصعب الحصول على أي معلومات من الكنيسة على الإطلاق».
وأفاد أن المحفوظات من الوثائق والأدلة المتعلقة بجرائم الاستغلال الجنسي التي تم اخفائها عن السلطات، لا يمكن استدعائها بموجب القانون.
«أن الكنيسة ليس فقط فشلت بالإقرار أن هذه مشكلة خطيرة ولكن أكثر من ذلك، ولكنه ليس التخاذل أيضا ولكنها كانت طريقة معرقلة علنية لمنع ألسماح للسلطات بمحاولة وقف الاعتداءات ألجنسية التي تجري داخل الكنيسة. قاتلونا في كل خطوة في الطريق.»

## إحصاءات عن الجناة والضحايا

### الولايات المتحدة
استند تقرير جون جاي عام لعام 2004 على دراسة في الاتهامات وعددها 10667 حالة وهي موجهة ضد 4392 من القساوسة المتهمين بالتورط في الاعتداءات الجنسية على الأطفال بين عامي 1950 و2002. رقم 4392 يمثل أربعة في المئة من عدد الكهنة 109694 في ألنشطين خلال تلك الفترة.
ما يقرب من:
- 56 في المئة لديهم اتهام واحد مبلغ عنه ضدهم؛ 27 في المئة لديهم اثنين أو ثلاثة من التهم الموجهة اليهم، وكان ما يقرب من 14 في المئة عندهم أربعة أو تسعة من الادعاءات ضدهم؛ 3 في المئة (149 من القساوسة) كان ضدهم 10 أو أكثر من الادعاءات. وكانوا هؤلاء القساوسة أل 149 مسؤولون عن ما يقرب من 3000 ضحية اعتداء جنسي، أو حوالي 27 ٪ من هذه الادعاءات.
- وكانت ادعاءات كثيرة عن 1872 من ألقساوسة قد اكدت في حين لم تؤكد هذه الادعاءات عن 824 من ألقساوسة. كما ويعتقد أن هذه الأحكام ذات مصداقية ل1671 من ألقساوسة وليس موثوقا بها أو ليست ذات مصداقية ل345 من ألقساوسة. وكذلك 298 من القساوسة والشمامسة الذين كانوا قد تم تبرئتهم تماما لم يكونوا مدرحين في الدراسة.
- وكانت 50 بالمئة من الذين وجهت اليهم الاتهامات بالاعتداءات الجنسية أعمارهم حوالي 35 سنة من العمر أو أصغر سنا حين حدوث الاعتداءات.
- وقد تم ترسيم (رسامة الكاهن) أو تعيين تقريبا 70 في المئة منهم قبل عام 1970.
- وقد أبلغ أقل من 7 في المئة منهم أنهم أنفسهم كانوا ضحايا للإيذاء البدني والجنسي أو العاطفي عندما كانوا أطفال.
- وعلى الرغم من أن 19 في المئة منهم كان عندهم مشكل تعاطي الكحول أو تعاطي المخدرات، أقر 9 في المئة فقط منهم أنه تم استخدام المخدرات أو الكحول خلال حالات الاعتداءات الجنسية.

وقد كان هناك ما يقرب من 10667 طفل أو قاصر من ضحايا الاعتداءات الجنسية من قبل رجال الدين خلال هذه الفترة:
- نحو 81 في المئة من هؤلاء الضحايا كانوا من الذكور.
- وكان 22.6 ٪ منهم أعمارهم 10 سنوات أو أقل.
- وكانت 51 ٪ منهم ممن تتراوح أعمارهم بين 11 و14 سنة.
- وكان 27 ٪ مهنم ممن تتراوح أعمارهم بين 15 و17 سنة.
- وكان عدد كبير (حوالي 2000) من الأطفال الصغار جدا وكانوا ضحية للكهنة خلال هذه الفترة الزمنية.
- وكانت استطلاعات ل 9281 من ألضحايا من الذين يحملون معلومات حول التحقيق أوضحت أن في 6696 (72 ٪) من الحالات، تم إجراء تحقيق في الادعاءات التي نفذت. ومن بين هؤلاء 4570 (80 ٪) قد تم إثباتها؛ 1028 (18 ٪) كان لا أساس لها أو لم يكن يوجد دليل ادانة، وكان 83 (1.5 ٪) حالة اعتبرت حالات كاذبة. وفي 56 قضية، تم الإبلاغ عن أن القساوسة نفوا هذه الادعاءات.
- واعتبر أكثر من 10 في المئة من هذه الادعاءات أنها غير مثبتة (وهذا لا يعني أن هذا الادعاء غير صحيح، بل يعني فقط أن الأبرشية أو أمر لم يتمكنوا من تحديد ما إذا كان الاعتداء المزعوم قد حصلت فعلا أي فقدان ألدليل ألكافي للإدانة).
- كان ما يقرب من 20 في المئة من الادعاءات، كان القس أو الكاهن اما متوفى أو غير نشط في وقت تلقي هذا الادعاء أو التهام ولا يجري أي تحقيق في العادة في مثل هذه الظروف.
- في 38.4 ٪ من الادعاءات، تم الادعاء ان الاعتداء وقع في غضون عام واحد، 21.8 ٪ من الاعتداءات استمر أكثر من عام ولكن أقل من 2 سنة، 28 ٪ من الاعتداءات دامت لفترة بين 2 و4 سنوات، 10.2 ٪ من الاعتداءات دامت لفترة بين 5 و9 سنوات، وأقل من 1 ٪ قد دامت الاعتداءات لمدة 10 سنوات أو أكثر.

وكان كثير من الاعتداء الجنسية التي تم الأبلاغ تتراوح بين اعتداء جنسي أو اعتداء مداعبة أو غير محدد.
كان هناك أيضا عدد كبير من ادعاءات الاعتداءات الجنسية أكثر خطورة، بما في ذلك أعمال الجنس عن طريق الفم، والجماع. كما ولم يتم الإبلاغ عن معلومات مفصلة عن طبيعة أو نوع الاعتداء الجنسي عن 26.6 ٪ من الادعاءات المبلغ عنها.
وقد كانت 27.3 ٪ من حالات الاعتداء قام بها ألقساوسة بممارسة الجنس الفموي مع الضحية.
كما وشملت 25.1 ٪ من حالات الاعتداء ادخال للقضيب أو محاولة ادخال.
على الرغم من أن هناك تبليغ عن أعمال الاعتداءات الجنسية على القاصرين والأطفال في كل عام، كان حدوث الاعتداءات متزيادة وبشكل ضخم في الرهبانيات في فترات الستينات والسبعينات.
وقد كان هناك، على سبيل المثال، أكثر من ستة أضعاف زيادة في عدد الاعتداءات الجنسية الواقعة على الذكور الذين تتراوح أعمارهم بين 11-17 سنة في ألفترات بين الخمسينات والسبعينات.
بعد بلوغ الذروة في فترة السبعينات، كان عدد الحوادث انخفض خلال الثمانينات والتسعينات بشكل أكثر حدة من نسبة حدوث الزيادة في الستينات والسبعينات.

## الوعي العام الدولي
على الرغم من إجراء ألتحقيقات الضخمة وعلى مستوى البلاد تم في الولايات المتحدة وأيرلندا فقط في البداية، لكن حالات الاعتداء الجنسي على الأطفال والقاصرين من قبل الكهنة قد تم التبيلغ عنها واجراء محاكمات في أستراليا ونيوزيلندا وكندا وبلدان أخرى.
وقد حصلت في عام 1994 في اتهامات بالاعتداءات الجنسية على الصغار ضد 47 من اللاهوتيون في الأرجنتين. في عام 1995 استقال هانز هيرمان غروير من منصبه كرئيس أساقفة فيينا بسبب اتهامات الإساءة جنسياً لأطفال ورهبان وعلى الرغم من ذلك فقد ظل في منصب كاردينال. في أستراليا ومنذ 1995 فقد ادين أكثر من مائة قسيس من مختلف مناطق أستراليا بالاعتداء الجنسي على الأطفال أو القصر.
في 7 أبريل 2010، تم ألكشف عن اعتراف المطران السابق للكنيسة الكاثوليكية النرويجية، جورج مولر، إلى الشرطة النرويجية في أوائل يناير 2010 إلى أنه قد اعتدى جنسيا على صبي مذبح قاصر قبل 20 عاما.
وكانت الكنيسة الكاثوليكية النرويجية على علم بالحادث ولكن لم تنبيه السلطات. وقد اجبر المطران جورج مولر على ألتنحي من أسقفية ألكنسية في يوليو 2009.
وكرد فعل على هذا الخبر، اعترف أسقف أوسلو، بيرنت أيدسفك Bernt Eidsvig، لوكالة الانباء النرويجية أنه كان على علم بمجموعه أربع حالات من استغلال الأطفال جنسيا في الكنيسة الكاثوليكية النرويجية.

### ألولايات ألمتحدة ألأمريكية
على الرغم من الأسقفيات أرسلوا الكهنة أو القساوسة المعتدين جنسيا على الأطفال إلى مرافق كنسية مثل تلك التي تديرها عباد الباراقليط منذ الخمسينات، كان هناك مناقشة عامة ضئيلة عن المشكلة وحتى منتصف الستينات.
وحتى ذلك الحين، عقدت أكثر الحوارات على مستوى عالي من التسلسل الهرمي الكاثوليكية مع تغطية ضئيلة أو معدومة في وسائل الإعلام.
جرت المناقشة العلنية الأولى للاعتداءات الجنسية على الأطفال من قبل الكهنة أو القساوسة في اجتماع عقد برعاية الرابطة الوطنية لتجديد الرعوية التي عقدت في حرم جامعة نوتردام في العام 1967، والتي دعت فيها جميع الأساقفة الكاثوليك في الولايات المتحدة.
وعقدت العديد من المناقشات المحلية والإقليمية لهذه المشكلة من قبل الأساقفة الكاثوليك في السنوات اللاحقة. ومع ذلك، لم يحدث الاهتمام الإعلامي حتى الثمانيات أن تمت مناقشة الاعتداء الجنسي من قبل رجال الدين الكاثوليك وبدأت تغطيتها بوصفها ظاهرة في وسائل الإعلام في الولايات المتحدة.
ووفقا لوكالة الانباء الكاثوليكية بدأ ألوعي العام للاستغلال الجنسي للأطفال في الولايات المتحدة وكندا يظهر في أواخر السبعينيات والثمانينيات كثمرة لتزايد الوعي عن الإيذاء الجسدي للأطفال.
في عام 1981 أقر الأب رومر دونالد من أبرشية لوس أنجلوس بأنه مذنب في الاعتداء الجنسي الإجرامي على قاصر.
وردت هذه القضية على نطاق واسع من التغطية الإعلامية. في أيلول / سبتمبر 1983، عندمت نشرت مراسل الكاثوليكية الوطنية مقال حول هذا الموضوع.
اكتسب هذا ألموضوع سمعة سيئة على نطاق قومي أوسع في أكتوبر 1985 عندما أقر قس لويزيانا جيلبرت جاوثة Gilbert Gauthe بأنه مذنب في 11 تهمة تحرش جنسي على الأولاد ألضغار أو القصر.
بعد أن بدأت تغطية قضية ألقس جيلبرت تهدأ، تراجعت القضية وبدت على هامش اهتمام الرأي العام حتى منتصف التسعينات، عندما تم طرح هذه القضية مرة أخرى إلى الاهتمام الوطني بعد عدد من الكتب حول هذا الموضوع ونشرت.
في أوائل عام 2002 حصلت بوسطن غلوب على جائزة بوليتزر لتغطية حالات الاعتداء الجنسية التي قام بها القساوسة الكاثوليك على ألأطفال فقد كانت الصحيفة ألأولى التي لفتت انتباه العالم لهذه الجرائم فقد كانت الرائدة في هذا المجال في الولايات المتحدة أولا وفي العالم ككل.

### أيرلندا
ابتداء من ألتسعينيات ظهرت سلسلة من القضايا الجنائية وتحقيقات قامت بها الحكومة الأيرلندية تناولت اتهامات بأن الكهنة اعتدوا جنسيا وجسديا على مئات من القصر على مدى العقود السابقة.
وقد حدث في كثير من الحالات أن تم نقل الكهنة المسيئين من قبل رجال دين كبار إلى ألأبرشيات الأخرى لتجنب ألفضيحة.
وبحلول عام 2010 تم نشر عددا من التقارير القضائية المتعمقة بهذا الموضوع، ولكن مع عدد قليل نسبيا من ألملاحقات ألقضائية.
وأقروا أن الاعتداءات كانت معروفة من قبل ألموظفين في وزارة التربية والتعليم والشرطة والهيئات الحكومية الأخرى، والذين قالوا ان الملاحقة ألقضائية لرجال الدين ألكاثوليك كانت صعبة للغاية نظرا لما أسموه ب«الروح الكاثوليكية» "Catholic ethos" للجمهورية الأيرلندية.
وفي عام 1994 استقال مايكل ليدوذ ألذي كان رئيسا لكلية سانت باتريك، في ماينوث عندما خرجت هذه ألمزاعم بالاعتداءات الجنسية إلى العلن.
وفي يونيو عام 2005 صرح دينيس مكولوغ أن عددا من الأساقفة قد رفضوا ألمخاوف بشأن السلوك غير الملائم لمايكل ليدوذ نحو اللاهوتيون «تماما بذلك، وذلك بشكل مفاجئ دون أي تحقيق مناسب» على الرغم من أنه اعترف بتقريره أن «ألتحقيق على وجه كامل أو كبير جدا، أو أية شكوى عامة بشأن ميول شخص ما على ما يبدو كان صعبا».
ومن ألجدير بالذكر أن واحدة من أكثر الحالات المشينة للانتهاكات الجنسية في أيرلندا هي قضية ألقس برندان سميث الذي قام بين ألأعوام 1945 و1989 بالأعتداء الجنسي والاعتداء غير ألأخلاقي على ألعشرات من الأطفال في الأبرشيات في بلفاست ودبلن والولايات المتحدة.
وقد أدى الجدل حول التعامل مع قضية تسليم ألقس برندان سميث إلى أيرلندا الشمالية إلى انهيار حكومة العمل الائتلافية فيانا فيل في عام 1994.

### كندا
على الرغم من أن العدد من حالات الاعتداءات الجنسية في الولايات المتحدة كان هائلا فقد تركز اهتمام الرأب العام على ذلك البلد، وفي السياق نفسه كان هناك فضيائح على نطاق أصغر في كندا منذ أكثر من عقد من الزمان قبل الفضائح التي حدثت في الولايات المتحدة.
في أواخر ألثمانينات ظهرت مزاعم بالاعتداءات الجسدية والجنسية والتي ارتكبها أفراد من منظمة الاخوة المسيحيين، الذين كانوا يديرون دارا للايتام في جبل كاشل في سانت جونز، نيوفاوندلاند.
الحكومة والشرطة والكنيسة تواطأوا في محاولة فاشلة للتغطية على هذه ألفضائح، ولكن في ديسمبر عام 1989 نشرت صحيفة سانت جون صنداى اكسبريس ألفضائح على ألعلن مما حال دون أمكانية ألتغطية عليها.
مما شجع في نهاية المطاف أكثر من 300 تلميذ سابق أن يقدموا شكاوى في تعرضهم للاعتداء الجسدي والجنسي في دار للأيتام هذه.
قام النظام الديني الذي كان يدير دار الأيتام بأشهار ألافلاس لكي يواجه دعاوى قضائية عديدة.
ومنذ ألكشف عن فضيحة جبل كاشل تم اتهام لفيف من الكهنة في جميع أنحاء كندا بتهمة الاعتداء الجنسي على ألأطفال وألقصر.

### بلجيكا
أما في بلجيكا فقد داهمت الشرطة البلجيكية في يونيو/حزيران عام 2010، مقر الكنيسة الكاثوليكية البلجيكية في بروكسل، وقامت بمصادرة جهاز كمبيوتر وسجلات لجنة التحقيق بالاعتداءات ألجنسية على الأطفال التابعة للكنيسة. السلطات تحقق في اتهامات بأن بعض رجال الدين البلجيكي قاموا بالاعتداءات الجنسية على الأطفال.
وقد أثيرت مئات من هذه الادعائات منذ نيسان/أبريل عام 2010، عندما أقر أسقف برجز ألمدعو ألأسقف روجر فانجيلوي Roger Vangheluwe بجريمته باعتدائه على صبي ثم استقال بعدها.
وذكرت تقارير ان الفاتيكان أقر بأنه 'ساخط' وغير راضي على تلك المداهمات، مدعيا أنها أدت إلى «انتهاك السرية للضحايا وهم على وجه التحديد الذين نفذت المداهمات من أجلهم»
وفي يوليو 2010 ذكرت الشرطة البلجيكية انها تحقق في شكاوى بتهديدات بالقتل ضد الشهود وقضاة ألتحقيق.
في عام 1998 ذكر أن في كتاب تعليم مسيحي يدعى رويج3 Roeach 3 تم تأليفه من قبل رجال دين مسيحي من بلجيكا يشير إلى أن ممارسة الجنس مع الأطفال كما يزعم مقبولة داخل الكنيسة.

## آثار الدعاوى القضائية على الابرشيات
خارج دوائر الكنيسة، فإن معظم حالات الاعتداء الجنسي تخضع لقانون كل دولة.
ولحد نيسان/أبريل عام 2010، تم ادانة العديد من مرتكبي الاعتداءات الجنسية المرتبطة بالكنيسة في العديد من البلدان وقد حوكموا من قبل السلطات العلمانية، وعند الاقتضاء، ادينوا وحكموا عليهم بالسجن.

### ألمانيا
وفقا لمجلة الإيكونومست وسيدني مورنينغ هيرالد فأن الكثير من الكاثوليك يتركون الكنيسة في ألمانيا بسبب فضائح ألأعتداءات ألجنسية.
حيث وصل عدد ألتاركين للكنيسة في شهر واحد من عام واحد إلى 472 في أبرشية ميونيخ منذ بداية عام 2010.
بالإضافة إلى ذلك تراجع الألمان ثقة البابا إلى حد كبير.
وفي نهاية آذار/مارس عام 2010 أصبح 39 ٪ فقط من الألمان الكاثوليك يثقون بالبابا في حين كانت النسبة 62 ٪ في يناير 2010.

### الولايات ألمتحدة

#### التسويات وحالات الإفلاس والإغلاق
وفقا لدونالد كوزنس، "بحلول نهاية منتصف التسعينات، كان يقدر أن أكثر من نصف مليار دولار قد تم دفعها كتعويضات في هيئة المحلفين وكاجراءات تسوية ورسوم قانونية. وازداد هذا الرقم إلى نحو مليار دولار بحلول عام 2002.
أنقف الروم الكاثوليك 615 مليون دولار على حالات الاعتداء الجنسي في عام 2007.
في مارس 2006، في الابرشيات التي ارتكبت فيها الاعتداءت ألجنسية التي تمت تسوية ألدعاوى وألشكاوى خارج المحكمة حيث قدمت تسويات مالية للضحايا بلغ مجموعها أكثر من 1.5 مليار دولار.
وبسبب ألعدد وألحجم ألهائل لهذه ألتسويات أصبح من الضروري للعديد من ألأبرشيات للحد من نفقاتها التشغيلية العادية عن طريق إغلاق الكنائس والمدارس من أجل جمع الأموال اللازمة لدفع هذه المبالغ.
في جين اختار العديد من الابرشيات اعلان الفصل 11 من قانون الإفلاس كوسيلة لمقاضاة التسويات وفي نفس الوقتل حماية بعض الأصول للكنيسة للتأكد من استمرارية عملها.
وبحلول عام 2009، دفعت أبرشيات الولايات المتحدة أكثر من 2.6 مليار دولار امريكى كتكاليف لدعاوى متصلة بالاعتداءات الجنسية التي حصلت فيها ومنذ عام 1950.
وفي كثير من الحالات، أجبرت الابرشيات لاعلان افلاسها نتيجة لعمليات ألتسوية. في حين سعت ما لا يقل عن ستة من الابرشيات الأمريكية للحماية من الإفلاس.
أما في بعض الحالات وكخطوات استباقية، قدمت بعض الابرشيات على اشهار الإفلاس قبل اقامة الدعاوى المدنية ضدهم عندما كانت هذه ألدعاوى كانوا على وشك أو في طريقها إلى الذهاب إلى المحاكمة.
وكان لهذا أثره في اقامة ألوصاية وذلك ريثما تتم تسوية الدعاوى القضائية المقبلة في محكمة الإفلاس.

## اقرأ أيضا
- فضيحة تسريبات الفاتيكان
- القس برندان سميث
- دعوى قضائية ضد البابا
- شبكة الناجين من الاعتداءات الجنسية من قبل الكهنة

## قراءة إضافية
- الشيخ، ممدوح (2014). «فاتيكان جيت: الانتهاكات الجنسية في الكنائس الكاثوليكية عبر العالم»، المركز الدولي للدراسات والاستشارات والتوثيق، (ردمك 1499790201)

## وصلات خارجية
- ملف فضائح ألكنيسة ألكاثوليكية (من يورونيوز باللغة العربية) وُصِل لهذا المسار في 16-سبتمبر-2010.